# Point d'entrée
Un point d’entrée est, en programmation, le lieu du code source où un programme commence.

## La fonction Main introduction
Dans la plupart des langages informatiques, il existe des fonctions qui sont définies par la donnée du texte de son algorithme, qu'on appelle corps de la fonction.
Dans de très nombreux langages informatiques (C, C++, JAVA...) la fonction main () d’un programme est la première fonction exécutée lors du lancement du programme. C'est elle qui invoquera éventuellement les autres fonctions. C'est donc le point d'entrée choisi dans un très grand nombre de langages informatiques. Cette fonction est généralement appelée par le système d'exploitation. Certains compilateurs autorisent l'appel à main dans le programme, d'autres l'interdisent, ce n'est donc pas une bonne idée de l'appeler,.

## La fonction main en C
Définition
Sa définition minimale est la suivante,, :
```
 int main (int argc, char *argv[]){}
```

Propriétés
- Retour : la valeur de retour est un "int", c'est-à-dire un entier relatif négatif, positif ou nul.
- Les paramètres : 
  - argv : tableau de pointeurs (comme l'indique l’astérisque le précédant). Chacun de ces pointeurs pointe sur des chaînes de caractères qui sont ensuite envoyées par votre système d'exploitation au programme au lancement de ce dernier. Les autres cases peuvent pointer sur d'autres chaînes de caractères envoyées par le système d'exploitation qui sont généralement indiquées par l'utilisateur en ligne de commande, grâce à la console. Remarque : de manière générale la première case de argv pointe sur une chaîne de caractères qui sera le chemin de votre programme.
  - argc : indique le nombre de chaînes de caractères sur lequel pointe argv. argc est strictement supérieur à zéro par norme.

## La fonction main en JAVA
Définition
Sa définition minimale est la suivante, :
```
 public static void main(String[] args) {}
```

Propriétés
- Portée : cette fonction est 'public' c'est-à-dire que comme la classe qui la contient (la fonction "main"), elle est accessible de partout et sans aucune restriction.
- Static : signifie que main n'appartient pas à une instance particulière de la classe. La fonction main appartient donc à la classe elle-même.
- Retour : "void" signifie que la fonction main ne renvoie pas de valeurs.
- Les paramètres : 
  - args : tableau de "String" (chaine de caractères). Cela peut être utile si le programme est appelé en ligne de commande avec plusieurs paramètres.